# Institut royal du patrimoine artistique

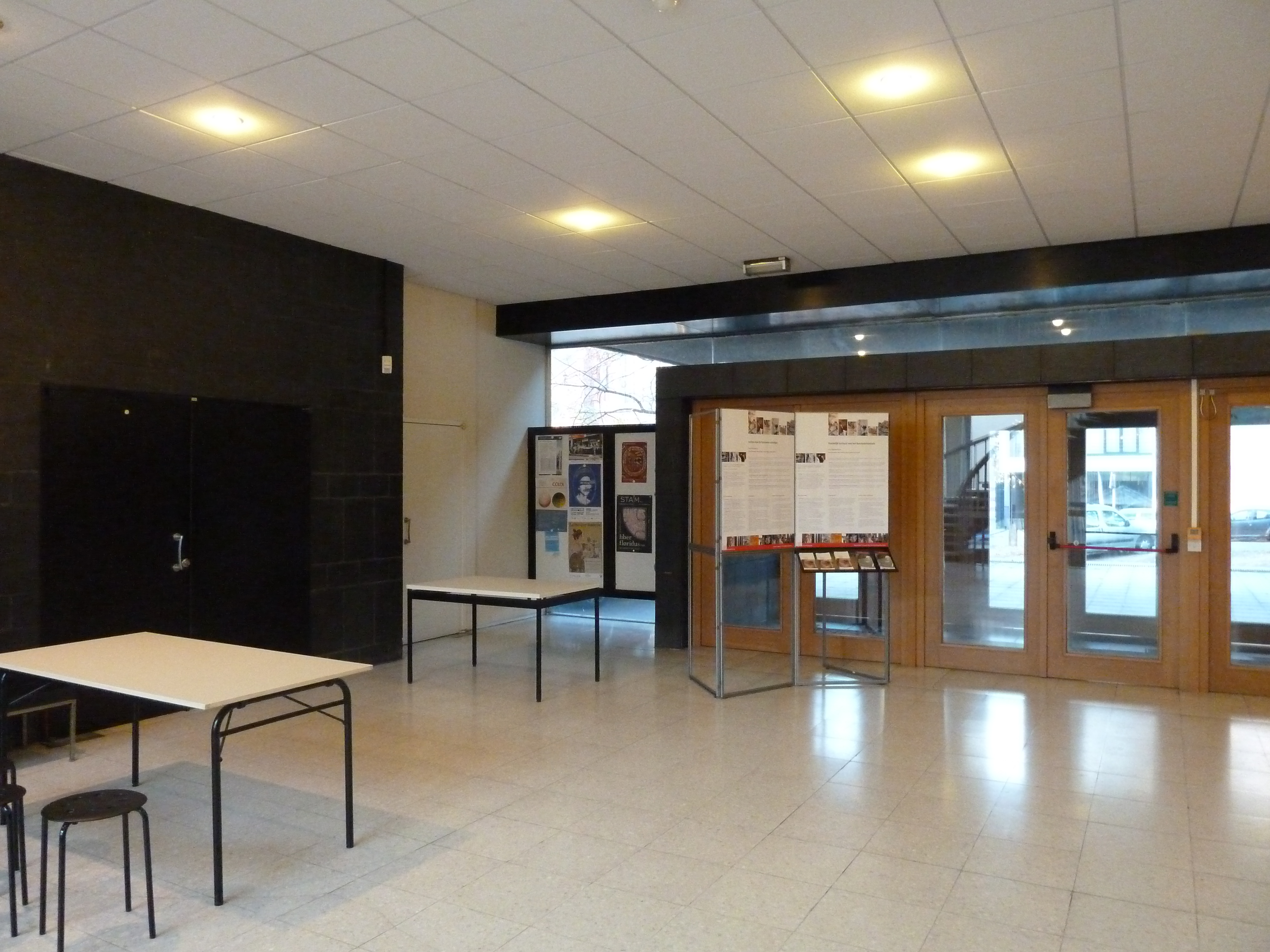
Hall d'entrée de l'Institut royal du patrimoine artistique, à Bruxelles

 (août 2025).
L'Institut royal du Patrimoine artistique (IRPA), en néerlandais : Koninklijk Instituut voor het Kunstpatrimonium (KIK), est l'établissement scientifique fédéral belge qui étudie, sauvegarde et valorise le patrimoine artistique belge. 
Depuis 1948, il associe historiens de l'art, chimistes, physiciens, restaurateurs et photographes, ce qui permet une approche variée et complète des œuvres d'art.
Installé à Bruxelles, l'IRPA met ses services à la disposition des musées, des églises, des collections publiques, voire des collectionneurs privés de toute la Belgique.

## Histoire

### Chronologie
- 1934 : Jean Capart, conservateur en chef des musées royaux d'art et d'histoire de Bruxelles, créé un laboratoire de recherche physico-chimique, associé au Service de Documentation belge préexistant (depuis 1920). La direction est confiée au chimiste Paul Coremans.
- 1940-1945 : Un service essaya de sauver les cloches des églises : d'abord pour cause d'inventaire et après enlèvement par les troupes allemandes, les retrouver en Allemagne.  Ce service était sous la direction d'Etienne de Geradon.
- 1948 : le 28 juin, un décret du Régent [1] fonde les Archives centrales iconographiques d'Art national et le Laboratoire central des musées de Belgique (ACL).
- 1957 : les ACL deviennent l'une des dix institutions scientifiques nationales. L'institution prend le nom d'Institut royal du patrimoine artistique (IRPA).

### Le bâtiment
En 1962, l’Institut s’installe dans le bâtiment qu’il occupe encore aujourd’hui : parc du Cinquantenaire. Le bâtiment conçu à l’époque par René Sneyers et l’architecte Charles Rimanque est l'un des premiers au monde à être spécialement conçu pour faciliter l'approche interdisciplinaire des œuvres d'art.
Depuis 2007, certaines parties du bâtiment sont classées aux Monuments et Sites de Belgique, en particulier le mobilier dû à Stéphane Jasinski.

## Organisation
L'institut est organisé en trois unités de recherche : 
- la documentation,
- la conservation-restauration,
- les laboratoires.

### Documentation
La tâche principale du département documentation est la constitution d'un inventaire photographique du patrimoine culturel belge.
Il est composé de quatre services : 
- l'infothèque,
- la recherche en histoire de l'art,
- le centre d'étude des primitifs flamands,
- l'imagerie scientifique.

#### Infothèque
L'infothèque, ouverte au public, comprend la bibliothèque scientifique spécialisée, les archives de l'Institut, les dossiers de conservation-restauration et la photothèque qui compte plus d'un million de clichés en noir et blanc, et en couleurs.
Les plus anciennes photos datent de la fin du XIXe siècle. Les sujets concernent tous les aspects du patrimoine artistique belge (beaux-arts, métiers d'art, architecture, archéologie). En outre, plus de 10 000 photographies traitent du folklore, des traditions et à de l'histoire de la Belgique (guerres, famille royale, événements...). 
Grâce au portail Belgian Art Links and Tools (BALaT), près de 700 000 photos sont consultables en ligne, dont 650 000 sont téléchargeables gratuitement. Le catalogue de la bibliothèque — 80 000 livres et articles —, ainsi que des répertoires d'artistes, sont également en ligne. 
Ce fonds photographique s'est constitué peu à peu. On peut indiquer trois grandes phases d'acquisition :
- 1927 : achat des clichés de l'inventaire du patrimoine culturel belge, effectué lors de la Première Guerre mondiale par les autorités d'occupation allemandes ;
- 1940-1945 : prises de vues réalisées pendant la Seconde Guerre mondiale à la demande du Commissariat général à la protection aérienne passive entre 1940 et 1945 ;
- 1967-1983 : Répertoire photographique du Mobilier des Sanctuaires de Belgique. Il comprend près de 250 000 photographies et a donné lieu à la publication de 213 volumes d'inventaire.

#### Recherche en histoire de l'art
Les historiens de l'art du département se chargent de compléter et d'améliorer l'inventaire photographique existant, ainsi que la méthodologie qui y préside.
Par les nombreux colloques qu'il organise et auxquels il participe, l'IRPA est un acteur de l'avancée des recherches dans le domaine de l'art belge.

#### Centre d'étude des Primitifs flamands
Le centre d'étude des primitifs flamands, créé en 1949 au sein de l'IRPA pour l'étude de l'Agneau mystique, est une unité de recherche spécialisée dans la peinture du XVe siècle des Pays-Bas méridionaux et de la principauté de Liège. 
Son fonds documentaire consacré exclusivement aux primitifs flamands, soit à 5 500 tableaux est consultable à l'IRPA.

#### Imagerie scientifique
Depuis sa création, en particulier sous l'impulsion de Paul Coremans, l'IRPA utilise couramment l'imagerie scientifique pour étudier les œuvres d'art, comme la radiographie, la réflectographie infrarouge et les photographies sous ultraviolet.
- La radiographie peut-être appliquée à de nombreux types d'objets (peintures, sculptures polychromes, métal, textiles...) Elle permet de comprendre la structure du support et des couches picturales.
- La réflectographie infrarouge n'est employée que pour l'étude des peintures afin de repérer un éventuel dessin sous-jacent et de mieux comprendre la technique de l'artiste.
- La photographie sous rayonnement ultraviolet permet de dépister l'étendue des retouches.

Ces techniques d'analyse non destructives aident à déterminer le réel état de conservation d'une œuvre d'art et d'étudier ses techniques et matériaux originels.

### Laboratoires
Les laboratoires de l'IRPA rassemblent dix cellules :
- sept traitent de matériaux spécifiques (métaux, verres et vitraux, peintures, polychromie, monuments, textiles, décoration monumentale et peinture murale).
- deux étudient les techniques de datation (radiocarbone et dendrochronologie)
- une cellule traite de conservation préventive.

Leur objectif est d'étudier les techniques et matériaux utilisés pour la réalisation des œuvres d'art ainsi que leurs mécanismes de vieillissement.
L'identification par analyse des différents composants permet de déterminer les spécificités et parfois l'authenticité des œuvres. Les laboratoires contribuent ainsi à l'étude préalable à tout traitement en atelier de conservation-restauration.

### Conservation-restauration

#### Ateliers de conservation-restauration
- Métaux
- Textiles
- Verre
- Peinture
- Polychromie
- Matériaux pierreux
- Conservation préventive
- Décors des monuments historiques
- Peinture murale

#### Quelques œuvres restaurées à l'IRPA
| Auteur                   | Œuvre                                                     | Année de création | Lieu de conservation                    | Année de restauration | Illustration                        |
| ------------------------ | --------------------------------------------------------- | ----------------- | --------------------------------------- | --------------------- | ----------------------------------- |
| Dirk Bouts               | Triptyque du Saint-Sacrement                              | 1464-1468         | Louvain, église Saint-Pierre            | 1948 et 1996          | sept sacrements                     |
| Jan et Hubert van Eyck   | Retable de l'Agneau mystique                              | 1432              | Gand, cathédrale Saint-Bavon            | 1950 et 2012          | agneau mystique                     |
| Pierre Paul Rubens       | Descente de croix                                         | 1612              | Anvers, cathédrale Notre-Dame           | 1960                  | descente de croix                   |
| Anonyme                  | Bible de Naples                                           | 1340              | Louvain, Katholieke Universiteit        |                       | bible d'anjou                       |
| Jean Fouquet             | Vierge à l'Enfant d'Étienne Chevalier (diptyque de Melun) | vers 1456         | Anvers, Musée royal des beaux-arts      | 1995-1996             | vierge à l'enfant diptyque de melun |
| Pieter Brueghel l'Ancien | La chute d'Icare                                          | 1558              | Bruxelles, musées royaux des Beaux-Arts |                       | chute d'Icare                       |
| anonyme                  | Châsse de sainte Ursule                                   | vers 1400-1415    | Bruges, musée Memling                   | 2009                  | châsse ursule                       |

## Publications
Afin de faire connaître les résultats de ses activités, l'Institut royal du patrimoine artistique édite plusieurs types de publications.
- Depuis 1999, la collection Scientia Artis regroupe des monographies, catalogues d'exposition ou actes de colloque qui rendent compte des résultats des recherches menées par l'IRPA ou des manifestations scientifiques qu'il (co)organise.
- Régulièrement, depuis 1958, le Bulletin présente les résultats des principales recherches et des interventions majeures de l'Institut.
- En plus chaque département de l'Institut édite d'autres publications consacrées à des sujets plus spécifiques.

## Collaborations internationales
L'Institut royal du patrimoine artistique travaille en étroite collaboration avec diverses organisations internationales.
- Le conseil international des musées (ICOM-CC)
- Le centre international d'études pour la conservation et la restauration des biens culturels (ICCROM)
- Le conseil international des monuments et sites (ICOMOS)

## Culture
- 2023 : Au cœur du patrimoine, film documentaire, réalisé par Nina Degraeve